# تپه مرجان بابا مراد ۴
تپه مرجان بابا مراد ۴ مربوط به دوره اشکانیان - دوره ساسانیان است و در شهرستان گیلانغرب، بخش مرکزی، دهستان حومه، ۳/۵ کیلومتری جنوب روستای مرجان بابا مراد واقع شده و این اثر در تاریخ ۲۶ اسفند ۱۳۸۷ با شمارهٔ ثبت ۲۵۶۴۰ به‌عنوان یکی از آثار ملی ایران به ثبت رسیده است.